# Amichai Mazar

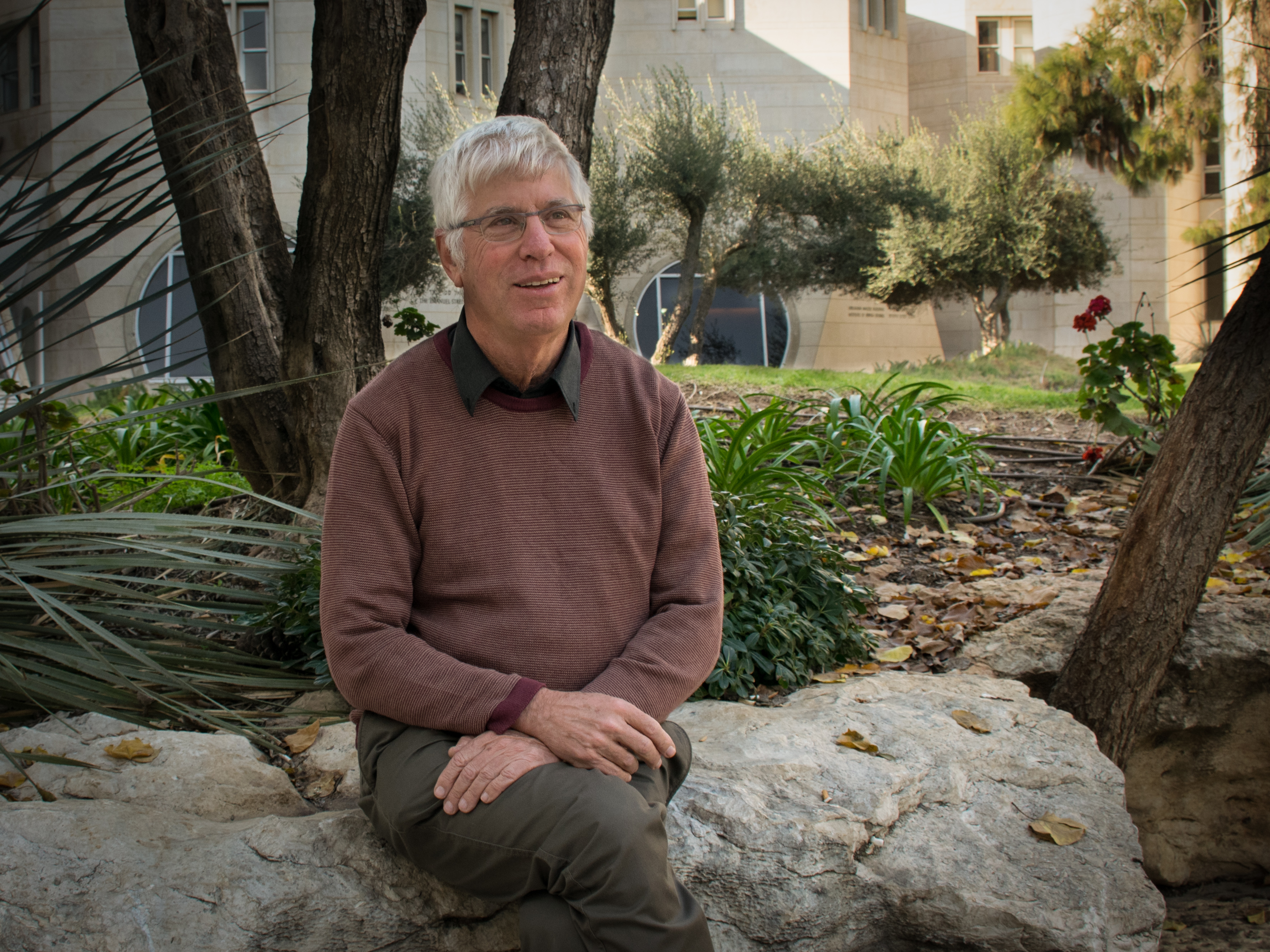
Amichai Mazar (2014)

Amichai Mazar hebräisch עמיחי מזר ‘Amiḥai Mazar (* 19. November 1942 in Haifa) ist ein israelischer Archäologe.

## Leben
Als Kind besuchte Amichai Mazar (ein Neffe des Archäologen Benjamin Mazar) mit seinen Eltern Ausgrabungsstätten; als er älter wurde, beteiligte er sich als Volontär an den Grabungen in Ramat Rachel und En Gedi. Nach seinem Militärdienst begann er 1963 mit dem Studium der Archäologie und der Jüdischen Geschichte an der Hebräischen Universität. 1977 schloss er das Studium mit der Promotion zum Ph.D. ab.  Nach dem Sechstagekrieg war er Mitglied der Ausgrabungsteams von Tel Ashdod und im Jüdischen Viertel der Jerusalemer Altstadt.
Von 1971 bis 1974 leitete Mazar die Ausgrabungen in Tell Qasile. Dabei wurden philistäische Tempel freigelegt, über die er seine Doktorarbeit schrieb.
In der Folge leitete er unter anderem drei bedeutende Grabungen:
- 1977–1989 Tel Batasch (Timna);
- 1989–1996 Bet Schean;
- ab 1997 Tel Rehov.

Seit 1977 war Mazar Dozent an der Hebräischen Universität, seit 1986 Associate Professor. Von 1994 bis zu seiner Emeritierung 2010 hatte er den Eleazar-Sukenik-Lehrstuhl für Archäologie des Landes Israel inne.
2009 wurde ihm der Israel-Preis für seine Leistungen auf dem Gebiet der Archäologie verliehen. 2012 wurde er zum Mitglied der Israelischen Akademie der Wissenschaften gewählt.
Mazar ist verheiratet und hat drei Kinder. 